# Nakło (Lelów)
Nakło ist eine Ortschaft mit einem Schulzenamt der Landgemeinde Lelów im Powiat Częstochowski der Woiwodschaft Schlesien in Polen.

## Geschichte
1217 und 1222 wurde ein Geistlicher Szczepan aus Nakło bzw. Nakel (1268) erwähnt. Die Pfarrei Nakiel wurde im Peterspfennigregister des Jahres 1326 im Dekanat Irządze (Idzrandza) des Bistums Krakau belistet. Der Ortsname bezeichnet einen Ort am Fluss (Pilica), vergleiche alttschechisch náklo und serbokroatisch naklja, beide mit Flüssen verbunden.

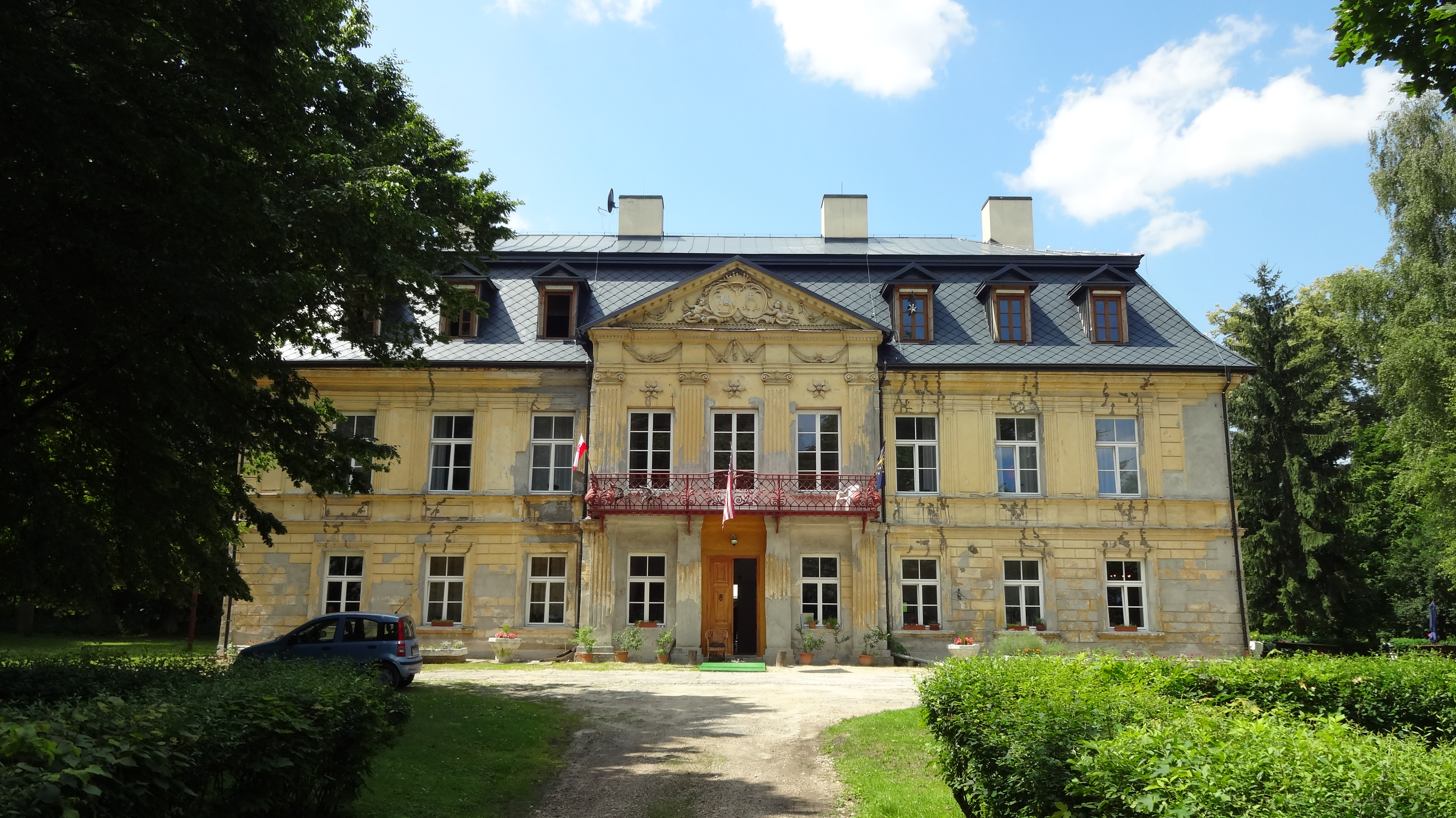
Palast in Nakło

Politisch gehörte der Ort zum Königreich Polen (ab 1569 in der Adelsrepublik Polen-Litauen), Woiwodschaft Krakau, Kreis Lelów. Wahrscheinlich vor dem Jahr 1746 oder im Jahr 1752 erhielt er vom König August III. Marktrecht oder Stadtrecht und der Name von Nakiel (maskulin) wurde zu Nakło (neutral). 1770–1780 wurde ein Palast von Kajetan Bystrzanowski erbaut.
Nach der dritten Teilung Polens von 1795 gehörte das Dorf bis 1807 zu Neuschlesien. In Preußen wurde Nakło nicht als eine Stadt anerkannt. 1807 kam es ins Herzogtum Warschau und 1815 ins neu entstandene russisch beherrschte Kongresspolen. 1825 verlor der Ort das Stadtrecht.
Nach dem Ende des Ersten Weltkriegs kam Nakło zu Polen, Woiwodschaft Kielce. Unterbrochen wurde dies nur durch die Besetzung Polens durch die Wehrmacht im Zweiten Weltkrieg. Es gehörte dann zum Generalgouvernement.
Von 1975 bis 1998 gehörte Nakło zur Woiwodschaft Częstochowa.